# Ophiactis delagoa
Ophiactis delagoa is een slangster uit de familie Ophiactidae.
De wetenschappelijke naam van de soort werd in 1957 gepubliceerd door J.B. Balinsky.